# Anisodes oothesia
Anisodes oothesia là một loài bướm đêm trong họ Geometridae.